# Мајкл Овен (рагбиста)
Мајкл Овен (енгл. Michael Owen; 7. новембар 1980) бивши је велшки рагбиста. Његова примарна позиција је била број 8 - чеп, али повремено је играо и крилног у трећој линији и другу линију скрама. Играо је најпре за Понтиприд, па за Дрегонсе у келтској лиги. За репрезентацију Велса дебитовао је у тест мечу против Спрингбокса 2002. Док је Томас био повређен, предводио је као капитен Велс до гренд слема у купу шест нација 2005. Изабран је да игра за британске и ирске лавове, на турнеји 2005, на Новом Зеланду, када су Ол блекси славили 3-0. Наступао је за селекције Велса на светском купу 2007. За Велс је постигао 2 есеја и одиграо 41 утакмицу. У јулу 2010, објавио је да се повлачи из рагбија, због константих проблема са коленом. Каријеру је завршио у Сарасенсима После завршетка играчке каријере, почео је да ради као рагби тренер и рагби коментатор. Ожењен је и има два детета.